# Poupée de cire, poupée de son (альбом)
| Оценки критиков   | Оценки критиков |
| Источник          | Оценка          |
| ----------------- | --------------- |
| AllMusic          | [ 1 ]           |
| Forces Parallèles | [ 2 ]           |

Poupée de cire, poupée de son — четвёртый студийный альбом французской певицы Франс Галль, выпущенный в апреле 1965 года на лейбле Philips Records. Фактически пластинка представляет собой сборник ранее выпущенных синглов, куда вошли только четыре новые песни. В альбоме певице аккомпанирует Ален Горагер и его оркестр.
Главным хитом в альбоме стала заглавная песня, с которой певица представляла Люксембург на конкурсе «Евровидение» в 1965 году, заняв первое место.

## Список композиций
| №  | Название                        | Текст песни                | Музыка        | Длительность |
| -- | ------------------------------- | -------------------------- | ------------- | ------------ |
| 1. | «Poupée de cire, poupée de son» | Серж Генсбур               | Серж Генсбур  | 2:34         |
| 2. | «Le cœur qui jazze»             | Роберт Галль               | Ален Горагер  | 2:47         |
| 3. | «Christiansen»                  | Морис Видалин              | Жак Датен     | 2:39         |
| 4. | «Laisse tomber les filles»      | Серж Генсбур               | Серж Генсбур  | 2:14         |
| 5. | «Le premier chagrin d'amour»    | Роберт Галль               | Клод Анри-Вик | 2:27         |
| 6. | «On t'avait prévenue»           | Роберт Галль и Влайн Багги | Гай Маджента  | 2:26         |

| №  | Название              | Текст песни   | Музыка                                     | Длительность |
| -- | --------------------- | ------------- | ------------------------------------------ | ------------ |
| 1. | «Dis à ton capitaine» | Морис Тезе    | Гай Маджента                               | 2:08         |
| 2. | «Sacré Charlemagne»   | Роберт Галль  | Жорж Лиферман                              | 2:54         |
| 3. | «Un prince charmant»  | Морис Видалин | Жак Датен                                  | 2:31         |
| 4. | «Au clair de la lune» | Роберт Галль  | Ален Горагер по мотивам традиционной песни | 2:09         |
| 5. | «Nounours»            | Морис Тезе    | Гай Мажента                                | 2:17         |
| 6. | «Bonne nuit»          | Роберт Галль  | Ален Горагер                               | 2:25         |